# شبيكة رمان
شبيكة رمان هو موضع في قلب هضبة الديرع، في جبال رمان الأسمر ضمن منطقة الثنية جنوب مدينة حائل بحوالي 60 كم، وهو موقع حصين ومرتفع، جوه معتدل صيفا. وفي نفس المكان توجد قرية الشبيكة ناحية قرية سراء، وكذلك وادي الشبيكة الذي يعتبر من الأودية الكبيرة برمان ويكثر به النخيل البعل.
ولكن على الرغم من كثرة النخيل في هذه القرية والقرى المماثلة لها مثل جو أجا وسراء والمبعوثة ومكظم الشبيكة إلا أن الاستفادة منها ضئيلة ومحدودة جدا بسبب الهجرة الداخلية التي أفرغتها من شبابها، مما أدى إلى تناقص عدد السكان وبالتالي إلى تدني الخدمات الأساسية.
ولقد تم إحياء هذا الموضع واستيطانه في حوالي عام 1205 هـ عند استتباب الأمن النسبي في إقليم نجد بعد قيام الدولة السعودية الأولى. وتقوم عليه حاليا قرية الشبيكة من ديار قبيلة آل همزان. وهي تنقسم إلى عدد من المحلات أو الأقسام المعروفة أهمها مبرز ولوذة ولوذان والخويلص والحلقوم والطوال والمتنة وشبيكان والزوية وبوهان.

## المناخ
مناخ الشبيكة هو مناخ صحراوي خلال العام، لا يوجد هطول فعلي للأمطار في الشبيكة. متوسط درجة الحرارة السنوي هو 20.5 درجة مئوية في العام، يبلغ متوسط هطول الأمطار 160 ملم.
| البيانات المناخية لـ{{{location}}} | البيانات المناخية لـ{{{location}}} | البيانات المناخية لـ{{{location}}} | البيانات المناخية لـ{{{location}}} | البيانات المناخية لـ{{{location}}} | البيانات المناخية لـ{{{location}}} | البيانات المناخية لـ{{{location}}} | البيانات المناخية لـ{{{location}}} | البيانات المناخية لـ{{{location}}} | البيانات المناخية لـ{{{location}}} | البيانات المناخية لـ{{{location}}} | البيانات المناخية لـ{{{location}}} | البيانات المناخية لـ{{{location}}} | البيانات المناخية لـ{{{location}}} |
| الشهر                              | يناير                              | فبراير                             | مارس                               | أبريل                              | مايو                               | يونيو                              | يوليو                              | أغسطس                              | سبتمبر                             | أكتوبر                             | نوفمبر                             | ديسمبر                             | المعدل السنوي                      |
| ---------------------------------- | ---------------------------------- | ---------------------------------- | ---------------------------------- | ---------------------------------- | ---------------------------------- | ---------------------------------- | ---------------------------------- | ---------------------------------- | ---------------------------------- | ---------------------------------- | ---------------------------------- | ---------------------------------- | ---------------------------------- |
| متوسط درجة الحرارة الكبرى °ف       | 60.3                               | 66.9                               | 73.6                               | 82.9                               | 92.1                               | 97.9                               | 98.8                               | 99.0                               | 97.0                               | 86.9                               | 72.7                               | 63                                 | 82.6                               |
| المتوسط اليومي °ف                  | 48.6                               | 54                                 | 60.1                               | 68.9                               | 78.1                               | 83.5                               | 84.9                               | 84.7                               | 81.7                               | 71.8                               | 60.4                               | 50.9                               | 69.0                               |
| متوسط درجة الحرارة الصغرى °ف       | 37.0                               | 40.3                               | 46.8                               | 55.0                               | 64.0                               | 69.1                               | 71.1                               | 70.5                               | 66.4                               | 56.7                               | 48                                 | 39.4                               | 55.4                               |
| الهطول إنش                         | 0.9                                | 0.4                                | 0.9                                | 1.0                                | 0.5                                | 0.01                               | 0.01                               | 0.01                               | 0.01                               | 0.4                                | 1.6                                | 0.5                                | 6.24                               |
| متوسط درجة الحرارة الكبرى °م       | 15.7                               | 19.4                               | 23.1                               | 28.3                               | 33.4                               | 36.6                               | 37.1                               | 37.2                               | 36.1                               | 30.5                               | 22.6                               | 17                                 | 28.1                               |
| المتوسط اليومي °م                  | 9.2                                | 12                                 | 15.6                               | 20.5                               | 25.6                               | 28.6                               | 29.4                               | 29.3                               | 27.6                               | 22.1                               | 15.8                               | 10.5                               | 20.5                               |
| متوسط درجة الحرارة الصغرى °م       | 2.8                                | 4.6                                | 8.2                                | 12.8                               | 17.8                               | 20.6                               | 21.7                               | 21.4                               | 19.1                               | 13.7                               | 9                                  | 4.1                                | 13.0                               |
| الهطول مم                          | 23                                 | 11                                 | 24                                 | 26                                 | 13                                 | 0.2                                | 0.2                                | 0.2                                | 0.2                                | 10                                 | 41                                 | 12                                 | 160.8                              |
| المصدر:                            |                                    |                                    |                                    |                                    |                                    |                                    |                                    |                                    |                                    |                                    |                                    |                                    |                                    |